# Vladimír Fojtík
Vladimír Fojtík (* 29. září 1960) byl český a československý politik a bezpartijní poslanec (respektive poslanec za Občanské fórum) Sněmovny lidu Federálního shromáždění po sametové revoluci.

## Biografie
Profesně je k roku 1990 uváděn jako důlní technik, bytem Orlová.
V lednu 1990 zasedl v rámci procesu kooptací do Federálního shromáždění po sametové revoluci do Sněmovny lidu (volební obvod č. 120 – Orlová, Severomoravský kraj) jako bezpartijní poslanec. Ve Federálním shromáždění setrval do konce funkčního období, tedy do svobodných voleb roku 1990.
V letech 1993–2008 byl evidován jako živnostník (obor činnosti silniční nákladní přeprava).